# Jean-Marie Poitras
Pour les articles homonymes, voir Poitras.
Jean-Marie Poitras, né le 5 septembre 1918 à Macamic et mort le 27 février 2009 à Québec, est un homme politique canadien.
Il est nommé au Sénat du Canada par le premier ministre Brian Mulroney et représente la division sénatoriale de De Salaberry, au Québec, de 1988 à 1993, en tant que membre du Parti progressiste-conservateur du Canada.

## Honneurs
- 1970 - Officier de l'Ordre du Canada
- 1972 - Chevalier Grand Croix de l'Ordre équestre du Saint-Sépulcre de Jérusalem
- 1981 - Docteur honorifique en sciences de l'administration de l'Université Laval
- 1988 - Membre du Temple de la renommée de l'entreprise canadienne
- 1989 - Membre de l'Académie des Grands Québécois
- 1994 - Officier de l'Ordre national du Québec
- 2000 - Prix Gérard-Parizeau
- Membre élu du Panthéon des hommes d'affaires canadiens (Canadian Business Hall of Fame)[2].